# 4907 Zoser
A 4907 Zoser (ideiglenes jelöléssel 7618 P-L) a Naprendszer kisbolygóövében található aszteroida. Cornelis Johannes van Houten,  Ingrid van Houten-Groeneveld,  Tom Gehrels fedezte fel 1960. október 17-én. Nevét Dzsószer fáraóról kapta.